# انتخابات الرئاسة النمساوية 1971
انتخابات الرئاسة النمساوية 1971 هي الانتخابات الرئاسية التي جرت في 25 أبريل 1971، في النمسا، فاز بالانتخابات فرانز يوناس.